# KZ2 (karting)

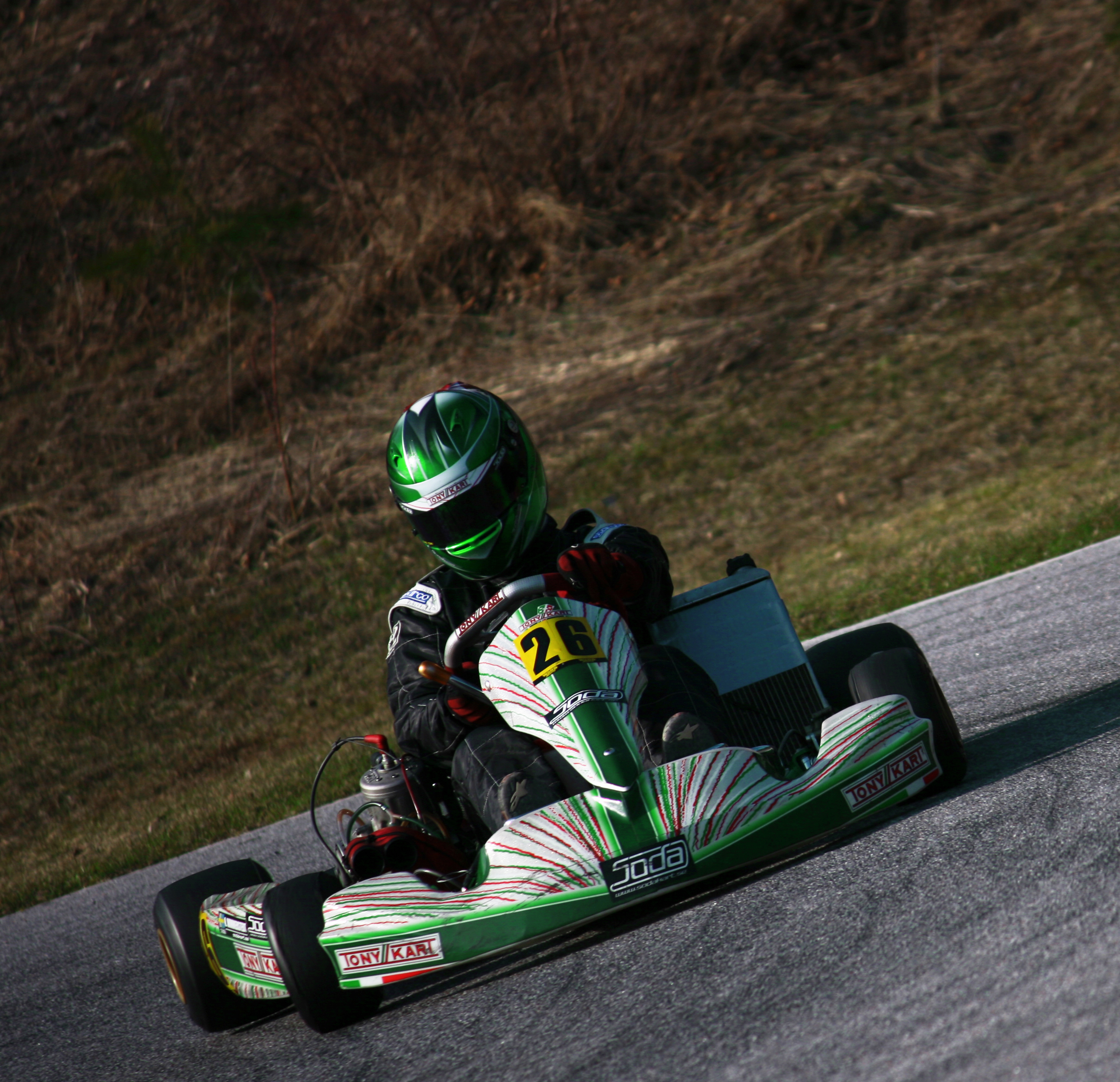
Conducteur de KZ2.

La KZ2 est une catégorie de course de karting utilisant des moteurs deux temps refroidis par eau de 125 cm3 développant environ 45 ch (34 kW). Les moteurs sont équipés d'une boîte de vitesses à 6 rapports. La KZ2 est la deuxième plus rapide des catégories de karting KZ, et les règlements techniques sont similaires à la KZ1 plus rapide sauf que dans la KZ2, la boîte de vitesses doit être "manuelle et exclusivement mécanique sans servo système" avec utilisation de pneus moyens. Le moteur et le châssis doivent être approuvés par la commission de régie des courses CIK-FIA. La catégorie est ouverte aux pilotes âgés de 15 ans et plus. Le poids minimum des karts est de 175 kg avec le pilote.
La catégorie KZ2 s'appelait autrefois Intercontinental C (ICC) et a été renommée par la CIK-FIA en janvier 2007. 
La catégorie KZ2 est présente dans les championnats nationaux et continentaux et est populaire en Europe et aux États-Unis. Au Royaume-Uni, depuis le début de 2019, le championnat de course Motorsport UK est le seul championnat britannique et fonctionne selon les règlements de la CIK avec des pneus de marque Le Cont. La série NKF Super 4 continue sous le nom de KZ UK avec un poids minimum de 180 kg mais n'a pas le statut de championnat.

## Championnats d'Europe CIK-FIA
| Année | Champion          | Châssis / Moteur / Pneus         | Catégorie |
| ----- | ----------------- | -------------------------------- | --------- |
| 2007  | Thomas Knopper    | PCR / TM / Dunlop                | KZ2       |
| 2008  | Tony Lavanant     | Energy Corse / TM / Bridgestone  | KZ2       |
| 2009  | Angelo Lombardo   | Tony Kart / Vortex / Bridgestone | KZ2       |
| 2010  | Paolo De Conto    | Energy Corse / TM / Vega         | KZ2       |
| 2011  | Fabian Federer    | CRG / TM / Bridgestone           | KZ2       |
| 2012  | Simas Juodvirsis  | Energy Corse / TM / Vega         | KZ2       |
| 2013  | Emil Antonsen     | DR / TM / Bridgestone            | KZ2       |
| 2014  | Andrea Dalè       | CRG / Maxter / Bridgestone       | KZ2       |
| 2015  | Joel Johansson    | Energy Corse / TM / LeCont       | KZ2       |
| 2016  | Fabian Federer    | CRG / TM / Bridgestone           | KZ2       |
| 2017  | Leon Köhler       | Tony Kart / Vortex / Vega        | KZ2       |
| 2018  | Adrien Renaudin   | Sodikart / TM / LeCont           | KZ2       |
| 2019  | Emil Skärås       | Energy Corse / TM / Bridgestone  | KZ2       |
| 2020  | Victor Gustavsson | Birel / TM / Vega                | KZ2       |
| 2021  | Giacomo Pollini   | CRG / TM / MG                    | KZ2       |
| 2022  | Tom Leuillet      | Birel / TM / LeCont              | KZ2       |
| 2023  | Freddie Slater    | Birel / TM / LeCont              | KZ2       |

## Coupe du monde KZ2 CIK-FIA
| Année | Champion             | Châssis / Moteur / Pneus         | Catégorie |
| ----- | -------------------- | -------------------------------- | --------- |
| 2013  | Dorian Boccolacci    | Energy Corse / TM / Bridgestone  | KZ2       |
| 2014  | Ryan Van Der Burgt   | DR / Modena / Bridgestone        | KZ2       |
| 2015  | Thomas Laurent       | Tony Kart / Vortex / LeCont      | KZ2       |
| 2016  | Pedro Hiltbrand      | CRG / Maxter / Vega              | KZ2       |
| 2017  | Alex Irlando         | Sodikart / TM / Bridgestone      | KZ2       |
| 2018  | Matteo Viganò        | Tony Kart / Vortex / Bridgestone | KZ2       |
| 2019  | Émilien Denner       | Sodikart / TM / Bridgestone      | KZ2       |
| 2020  | Simone Cunati        | Birel / TM / Vega                | KZ2       |
| 2021  | Lorenzo Travisanutto | Parolin / TM / MG                | KZ2       |
| 2022  | Arthur Carbonnel     | CRG / TM / LeCont                | KZ2       |
| 2023  | Niels Tröger         | Maranello / TM / LeCont          | KZ2       |

## Catégories de courses de karting
- KF1, le top niveau du karting
- KF2, antichambre de la série KF1
- KF3, la série pour débuter avant d’accéder aux séries KF2 et KF1
- KZ1, la catégorie de karting KZ la plus rapide
- Superkart